# James Hamilton (7e duc de Hamilton)
Pour les articles homonymes, voir James Hamilton et Hamilton.
James George Hamilton, 7e duc de Hamilton et 4e duc de Brandon (18 février 1755 - 7 juillet 1769) est un pair écossais.

## Biographie
Hamilton est né au palais de Holyrood, fils du 6e duc de Hamilton et de sa femme, Elizabeth Gunning. Titré marquis de Clydesdale de sa naissance jusqu'à la mort de son père, il accède au titre de duc de Hamilton de son père en 1758, à l'âge de deux ans.
À la mort en 1761 de son cousin éloigné, le duc de Douglas, il hérite du titre de marquis de Douglas. Un différend concernant la succession du défunt duc de Douglas conduit à la cause Douglas.
Hamilton fait ses études à Eton de 1763 à 1767. Cependant, il meurt en 1769, à l'âge de 14 ans, au Palais d'Hamilton d'une fièvre. Il est enterré dans le mausolée familial à Hamilton, en Écosse, et ses titres passent à son jeune frère, Douglas Hamilton.